# Пеллегрини, Мануэль
Мануэ́ль Лу́ис Пеллегри́ни Рипамо́нти (исп. Manuel Luis Pellegrini Ripamonti; 16 сентября 1953, Сантьяго, Чили) — чилийский футболист и футбольный тренер, в настоящий момент возглавляющий футбольный клуб «Реал Бетис».
На 2008 год являлся вторым по проценту побед в чемпионате Испании южноамериканским тренером после Вандерлея Лушембурго.

## Карьера
Мануэль Пеллегрини — воспитанник клуба «Аудакс Итальяно», однако свою карьеру он начал в другой команде — «Универсидад де Чили», за которую выступал до завершения своей карьеры, проведя 451 матч. Однако годы выступления Пеллегрини совпали с кризисом команды, до того являвшейся одной из самых успешных в Чили, в результате чего команда в тот период своей истории выиграла один-единственный трофей — Кубок Чили в 1979 году. Сам же Пеллегрини был одним из лидеров команды и кумиром болельщиков клуба. Но любовь болельщиков сразу улетучилась с вступлением Пеллегрини на тренерский пост «Универсидада», после сезона на тренерском посту, ставшего худшим сезоном в истории клуба: «Универсидад» впервые в своей истории вылетел во второй чилийский дивизион. После этой неудачи Пеллегрини не оставил тренерскую стезю и вновь стал работать, возглавляя клубы «Палестино» и «О’Хиггинс».
В 1994 году Пеллегрини возглавил клуб «Универсидад Католика». Он привёл в команду звёзд чилийского футбола Альберто Акосту и Нестора Горосито, и это принесло свои плоды: клуб выиграл Межамериканский кубок и Кубок Чили в 1995 году, но национальное первенство не далось команде Пеллегрини, за что его очень жёстко высмеяла чилийская пресса. В 1999 году Пеллегрини возглавил эквадорский клуб «ЛДУ Кито», который он сделал чемпионом страны и вывел в 1/8 финала Кубка Либертадорес, где клуб лишь по пенальти уступил «Ривер Плейту». После этих успехов Пеллегрини позвали в Аргентину, где специалист возглавлял «Сан-Лоренсо» и «Ривер Плейт», выиграв с обеими командами первенство Аргентины.
1 июля 2004 года Пеллегрини возглавил «Вильярреал», в первом же сезоне он смог привести клуб к 1/4 финала Кубка УЕФА и квалифицироваться в Лигу чемпионов, где на следующий год команда достигла полуфинала турнира, проиграв «Арсеналу», но на чемпионат сил команды не хватило — клуб занял лишь 7-е место. В последующие два года «Вильярреал» занял 5-е и 2-е место в чемпионате, а также достиг 1/4 финала, где вновь уступил «Арсеналу». 23 марта 2008 года Пеллегрини провёл свой 200-й матч в качестве тренера в испанской Примере, в котором «Вильярреал» победил 2:1 «Леванте».
1 июня 2009 года Пеллегрини подписал двухлетний контракт с клубом «Реал Мадрид», став первой покупкой нового президента клуба Флорентино Переса, заплатившего за трансфер тренера 4 млн евро. 2 июня состоялась презентация Пеллегрини как главного тренера «Реала». 26 мая 2010 года Пеллегрини был уволен. Сам чилиец сказал, что ожидал отставки, но при этом выразил удовлетворение своей работой.
4 ноября 2010 года Пеллегрини стал главным тренером «Малаги», подписав контракт до июня 2013 года. 7 июля 2011 года Пеллегрини продлил контракт с андалусийским клубом до июня 2015 года. Под руководством Пеллегрини «Малага» заняла 4-е место в Примере, что является высшим достижением клуба. На следующий сезон клуб с первой попытки достиг 1/4 финала Лиги чемпионов, уступив там дортмундской «Боруссии». Это было противостояние, состоящее из двух матчей, первый из которых, домашний для «Малаги», завершился вничью со счётом 0:0. В Дортмунде «Малага» выигрывала 2:1, что вынуждало «Боруссию» забивать уже не менее двух голов. Немцам удалось забить на 91-й и 93-й минутах матча, однако оба гола были забиты, по общему мнению, из офсайдов и были результатами судейских ошибок. Этот матч по времени совпал со смертью отца Пеллегрини, поэтому «Малага» не начала разбирательство судейства матча.

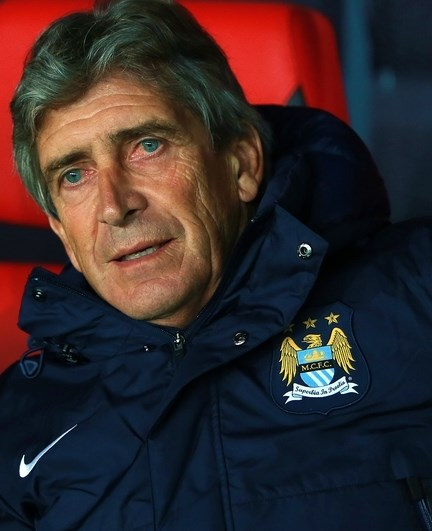
В качестве главного тренера «Манчестер Сити»

14 июня 2013 года официальный сайт «Манчестер Сити» объявил, что Пеллегрини назначен новым главным тренером команды. Контракт рассчитан на три года. 2 марта 2014 года «Манчестер Сити» выиграл первый турнир под руководством Пеллегрини, завоевав Кубок лиги, а уже через два месяца команда стала чемпионом Англии. Также под руководством Пеллегрини «горожане» впервые в истории вышли в плей-офф Лиги чемпионов, однако на стадии 1/8 финала уступили «Барселоне». Однако следующий сезон сложился для «Манчестер Сити» неудачно: команда не сумела завоевать ни одного национального трофея, а в Лиге чемпионов вновь вылетела на стадии 1/8 финала, второй год подряд уступив «Барселоне». Третий и последний сезон для Пеллегрини в Манчестере сложился неоднозначно: на внутренней арене команда выступала нестабильно и смогла занять лишь четвёртое место по итогам чемпионата, при этом «горожане» выиграли Кубок лиги, победив в финальном матче «Ливерпуль». Несмотря на неудачи в Англии, «Манчестер Сити» наконец-то смог успешно выступить в Лиге чемпионов, где дошёл до стадии полуфинала (впервые в истории). В двухматчевом противостоянии с бывшим клубом Пеллегрини мадридским «Реалом» верх с минимальным счётом 0:1 одержали испанцы. По окончании сезона Пеллегрини покинул манчестерский клуб.
27 августа 2016 года он возглавил китайский клуб «Хэбэй Чайна Форчун». Срок и условия контракта с чилийским специалистом при этом не уточнялись.

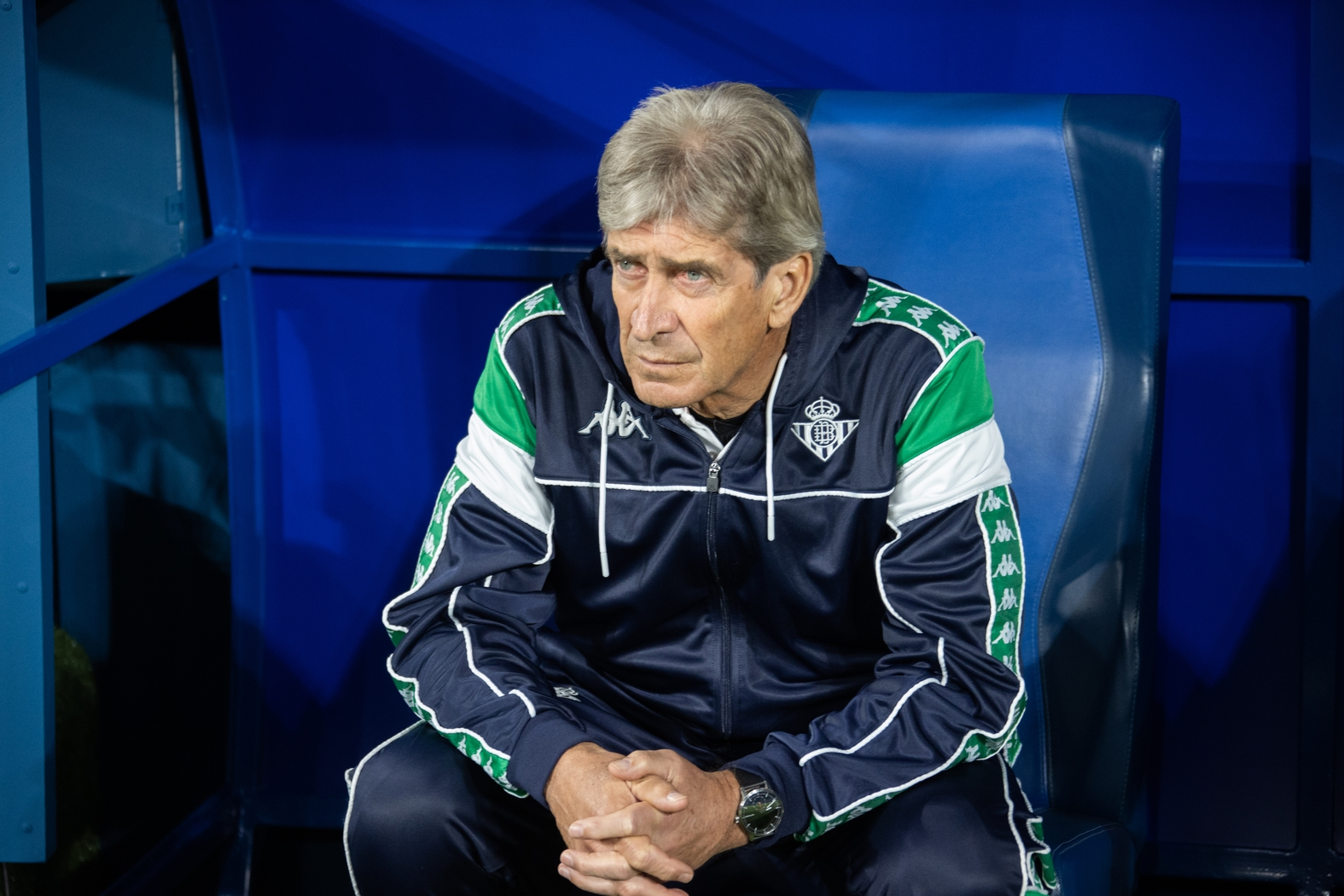
В качестве главного тренера «Бетиса»

22 мая 2018 года специалист был назначен на пост главного тренера «Вест Хэма», с которым подписал 3-летний контракт. Первый сезон под руководством чилийца «молотобойцы» завершили на 10-м месте. 28 декабря 2019 года, сразу после поражения от «Лестер Сити» со счётом 1:2, Пеллегрини был уволен со своего поста. На тот момент команда провела серию неудачных матчей и занимала 17-е место, лишь на очко опережая команды, находящиеся в зоне вылета.
9 июля 2020 года Пеллегрини был назначен главным тренером футбольного клуба «Реал Бетис».

## Статистика тренера
| Клуб                 | Страна    | Начало работы   | Окончание работы | Результаты | Результаты | Результаты | Результаты | Результаты |
| Клуб                 | Страна    | Начало работы   | Окончание работы | И          | В          | Н          | П          | % побед    |
| -------------------- | --------- | --------------- | ---------------- | ---------- | ---------- | ---------- | ---------- | ---------- |
| Универсидад де Чили  | Чили      | 1 января 1988   | 31 января 1989   | 49         | 19         | 13         | 17         | 038,78     |
| Палестино            | Чили      | 1 января 1990   | 31 декабря 1991  | 90         | 31         | 31         | 28         | 034,44     |
| О’Хиггинс            | Чили      | 1 января 1992   | 31 декабря 1993  | 94         | 36         | 27         | 31         | 038,30     |
| Универсидад Католика | Чили      | 1 января 1994   | 30 июня 1996     | 140        | 82         | 32         | 26         | 058,57     |
| Палестино            | Чили      | 1 января 1998   | 31 декабря 1998  | 21         | 4          | 7          | 10         | 019,05     |
| ЛДУ Кито             | Эквадор   | 1 января 1999   | 30 июня 2000     | 76         | 35         | 16         | 25         | 046,05     |
| Сан-Лоренсо          | Аргентина | 15 февраля 2001 | 30 июня 2002     | 61         | 24         | 19         | 18         | 039,34     |
| Ривер Плейт          | Аргентина | 1 июля 2002     | 31 декабря 2003  | 106        | 61         | 19         | 26         | 057,55     |
| Вильярреал           | Испания   | 18 марта 2004   | 30 мая 2009      | 255        | 121        | 72         | 62         | 047,45     |
| Реал Мадрид          | Испания   | 5 июня 2009     | 26 мая 2010      | 48         | 36         | 5          | 7          | 075,00     |
| Малага               | Испания   | 2 ноября 2010   | 14 июня 2013     | 129        | 53         | 30         | 46         | 041,09     |
| Манчестер Сити       | Англия    | 14 июня 2013    | 30 июня 2016     | 166        | 101        | 27         | 38         | 060,84     |
| Хэбэй Чайна Форчун   | Китай     | 27 августа 2016 | 19 мая 2018      | 52         | 22         | 12         | 18         | 042,31     |
| Вест Хэм Юнайтед     | Англия    | 22 мая 2018     | 28 декабря 2019  | 64         | 24         | 11         | 29         | 037,50     |
| Реал Бетис           | Испания   | 9 июля 2020     |                  | 257        | 121        | 65         | 71         | 047,08     |
| Всего                | Всего     | Всего           | Всего            | 1608       | 770        | 386        | 452        | 047,89     |

## Достижения

### В качестве игрока
«Универсидад де Чили»
- Обладатель Кубка Чили: 1979
- Победитель Лигильи (2): 1976, 1980

### В качестве тренера
«Универсидад де Чили»
- Победитель Второго дивизиона Чили: 1989

«Универсидад Католика»
- Обладатель Кубка Чили: 1995
- Обладатель Межамериканского кубка: 1994
- Победитель Лигильи (2): 1994, 1995

«ЛДУ Кито»
- Чемпион Эквадора: 1999

«Сан-Лоренсо»
- Чемпион Аргентины: 2001 (К)
- Обладатель Кубка Меркосур: 2001

«Ривер Плейт»
- Чемпион Аргентины: 2003 (К)

«Вильярреал»
- Серебряный призёр Чемпионата Испании: 2007/08
- Обладатель Кубка Интертото: 2004

«Манчестер Сити»
- Чемпион Англии: 2013/14
- Обладатель Кубка Футбольной лиги (2): 2013/14, 2015/16

«Реал Бетис»
- Обладатель Кубка Испании: 2021/22
- Финалист Лиги конференций УЕФА: 2025

### Личные
- Приз Мигеля Муньоса (2): 2007/08, 2021/22
- Тренер месяца английской Премьер-лиги (4): декабрь 2013, январь 2014, декабрь 2014, август 2015
- Тренер месяца испанской Ла Лиги: март 2025[11]